# Laguna Herradura
La Laguna Herradura es una laguna originada por un meandro abandonado del Río Paraguay, ubicada en el Departamento Laishí de la Provincia de Formosa a a 4 kilómetros de la localidad de Herradura y 40 kilómetros de la Ciudad de Formosa.
Recibe los aportes del Río Paraguay a través del Riacho Caibota, del Riacho Cortapik y del Riacho Salado.

## Toponimia
La laguna recibe su nombre por la forma similar a una herradura.

## Turismo
La pesca deportiva es el principal atractivo turístico. Desde el año 2002 se realiza en la laguna la Fiesta Nacional de la Corvina de Río.
También se realizan actividades náuticas y en la margen derecha de la laguna se ubican varios campings y guarderías de lanchas.